# Pseudorhipsalis amazonica
Pseudorhipsalis amazonica ist eine Pflanzenart in der Gattung Pseudorhipsalis aus der Familie der Kakteengewächse (Cactaceae). Das Artepitheton amazonica verweist auf das Vorkommen der Art im Amazonasbecken.

## Beschreibung
Pseudorhipsalis amazonica wächst reich verzweigt, mit übergebogenen bis hängenden Trieben. Die anfangs aufrechten Haupttriebe sind an der Basis bis 60 Zentimeter lang stielartig, drehrund oder zwei- bis dreikantig. Der obere blattartig abgeflachte Teil ist lanzettlich, unbedornt und hat eine deutliche Mittelrippe. Er wird bis 60 (selten 80) Zentimeter lang und 4 bis 7 (selten 3 bis 8,5) Zentimeter breit. Die Ränder sind seicht gekerbt. Die Seitentriebe erscheinen aus den oberen Teilen der Haupttriebe, sind bis zu 60 Zentimeter lang und besitzen eine bis zu 4 Zentimeter lange, stielartige Basis. Die Areolen sind unauffällig.
Die abstehenden, schmal zylindrischen Blüten sind karminrot. Sie sind 25 bis 50 Millimeter lang und besitzen eine bis zu 27 Millimeter lange Blütenröhre. Die äußeren Blütenhüllblätter sind blau, violett oder magenta. Die inneren Blütenhüllblätter sind hellblau, hellmagenta oder weiß. Die eiförmigen, weißlich bis gelblichen Früchte sind glatt oder etwas kantig und werden bis zu 15 Millimeter lang.

## Verbreitung, Systematik und Gefährdung
Pseudorhipsalis amazonica ist in Costa Rica, Panama, Kolumbien, Venezuela, Brasilien, Peru und Ecuador verbreitet.
Die Erstbeschreibung als Wittia amazonica wurde 1903 von Karl Moritz Schumann veröffentlicht. Ralf Bauer stellte die Art 2002 in die Gattung Pseudorhipsalis. Weitere nomenklatorische Synonyme sind Disocactus amazonicus (K.Schum.) D.R.Hunt (1982) und Wittiocactus amazonicus (K.Schum.) Rauschert (1982).
Es werden die folgenden Unterarten unterschieden:
- Pseudorhipsalis amazonica subsp. amazonica
- Pseudorhipsalis amazonica subsp. chocoensis Ralf Bauer
- Pseudorhipsalis amazonica subsp. panamensis (Britton & Rose) Ralf Bauer

In der Roten Liste gefährdeter Arten der IUCN wird die Art als „Least Concern (LC)“, d. h. als nicht gefährdet geführt.

## Nachweise